# Mihály Bertalanits
Mihály Bertalanits, född den 8 november 1788, död den 8 januari 1853, var en slovensk poet och kantor verksam i Ungern. Han kom från en bondefamilj. Han var lärarassistent och inom skolväsendet lärde han känna en skara hängivna personer som skrev kyrkomusik. De blev en sammanslutning som skrev kyrkomusik tillsammans.